# Torre de' Passeri
Torre de' Passeri är en ort och kommun i provinsen Pescara i regionen Abruzzo i Italien. Kommunen hade 3 020 invånare (2018).